# La Tour (Provenza-Alpi-Costa Azzurra)
La Tour (localmente anche La Tour-sur-Tinée; in italiano, nome originario storico medievale, anche se ormai desueto, La Torre o La Torre di Nizza Marittima) è un comune francese di 455 abitanti situato nel dipartimento delle Alpi Marittime nella regione della Provenza-Alpi-Costa Azzurra.

## Storia
Una torre doveva trovarsi sulla sommità che domina il villaggio a sud ovest, sito odierno del campanile.
Nel Medioevo, sono conosciuti due agglomerati sul territorio del comune di La Tour.
Un primo abitato fortificato denominato "Alloche" è menzionato negli archivi durante la prima metà del XIII secolo, e doveva essere sulla sommità che domina la Cappella di San Giovanni (Chapelle de Saint-Jean), a tre chilometri a nord est del villaggio, attuale frazione d' "Alloch" detta di Saint-Jean (San Giovanni).
La comunità di Saint-Jean-d'Alloche è citata nel 1251, ed è scomparsa con la peste del 1467.
La cappella di San Giovanni (chapelle Saint-Jean) doveva essere la chiesa parrocchiale iniziale, poiché i curati ricevevano l'investitura in tale cappella fino al XIX secolo.
Un secondo abitato fortificato chiamato "La Torre", da cui deriva il toponimo del paese, esisteva analogamente nel XIII secolo sul sito attuale del villaggio, ed il castello occupava la sommità che domina il paese a sud ovest, dove si trova odiernamente il cimitero, e l'insediamento doveva essere raggruppato al piede della collina.
L'esistenza d'una chiesa dedicata a San Martino è attestata nel 1351, forse al posto del luogo di culto attuale, che fu ricostruita in seguito, nel XVI secolo.
Il villaggio si è sviluppato sull'altopiano, a 620 metri d'altitudine, edificato sulla creta d'un contrafforte del Monte Tournairet, ad un quadrivio di strade che menano ad Utelle, Clanzo e Villar del Varo, luogo di passaggio sino al XIX secolo della via della valle di Tinea.
La signoria di La Tour è appartenuta ai Grimaldi di Boglio a partire dal 1400, fino all'esecuzione d'Annibale Grimaldi, nel 1621. Il territorio è eretto in contea a profitto della famiglia Della Chiesa nel 1700.
Il territorio comunale possedeva olivi, vigne e cereali: i frantoi ed i mulini mostrano l'antica ricchezza della comunità. Nel 1745 c'erano circa 1 300 abitanti nel paese di La Tour.
La comunità si permetteva quattro cappelle, oltre alla chiesa parrocchiale di San Martino, mantenendo: la cappella dei Penitenti bianchi, all'uscita del villaggio sulla strada d'Utelle; la cappella di San Sebastiano, adiacente alla strada che sale dalla valle; la cappella di Santa Elisabetta, al primo colle sulla strada d'Utelle; la cappella di San Giovanni Battista d'Alloche.
L'acqua è arrivata ad una fontana del villaggio soltanto nel 1891, e nelle case private nel 1927.
Il 31 dicembre 2011 La Tour è stata integrata nella "Métropole Nice-Côte d'Azur", creata il medesimo giorno.

## Società

### Evoluzione demografica
Abitanti censiti